# Hawkmoon 269
«Hawkmoon 269» es una canción de la banda de rock irlandesa U2 y la cuarta de su álbum de 1988, Rattle and Hum. 

## Grabación
«Hawkmoon 269» fue grabado en Hollywood, California, en los estudios Sunset Sound. El nombre «Hawkmoon» se inspiró en la ciudad de Hawkmoon, Dakota del Norte, por la que U2 había pasado durante su gira. El número 269 en el título se refiere a la cantidad de mezclas que atravesó la canción antes de la versión final grabada, según Edge, quien dijo que pasaron tres semanas en la pista.

## En directo
La canción se tocó en directo por el grupo solamente en unos pocos conciertos de la gira Lovetown Tour de 1989-90. Se utilizaba como apertura de los conciertos.